# Moeda
Moeda är en kommun i Brasilien.   Den ligger i delstaten Minas Gerais, i den sydöstra delen av landet, 600 km sydost om huvudstaden Brasília. Antalet invånare är 4 700.
I omgivningarna runt Moeda växer huvudsakligen savannskog. Runt Moeda är det glesbefolkat, med 20 invånare per kvadratkilometer.